# Артемівський НВК № 11

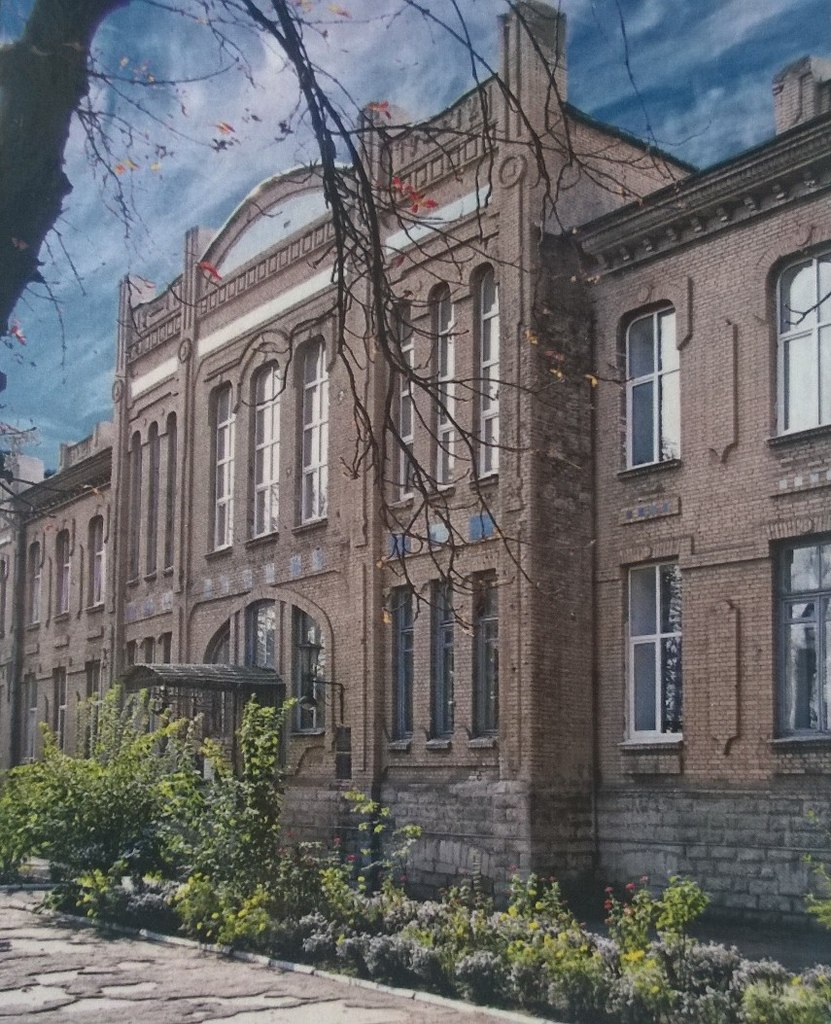
Головний вид старої будівлі.

Бахмутський навчально-виховний комплекс «Загальноосвітня школа І-ІІІ ступенів № 11 — багатопрофільний ліцей»  — освітній заклад Бахмута, Донецької області, Україна. Один з найбільших загальноосвітніх закладів міста. Має профільні ліцейні класи, що вчаться за такими напрямками, як Іноземна філологія, фізико-математичний, правовий та Історичний профіль. Розміщується в центрі міста, в двох спорудах — старій та новій будівлі, що поєднані між собою.